# Księstwo witebskie

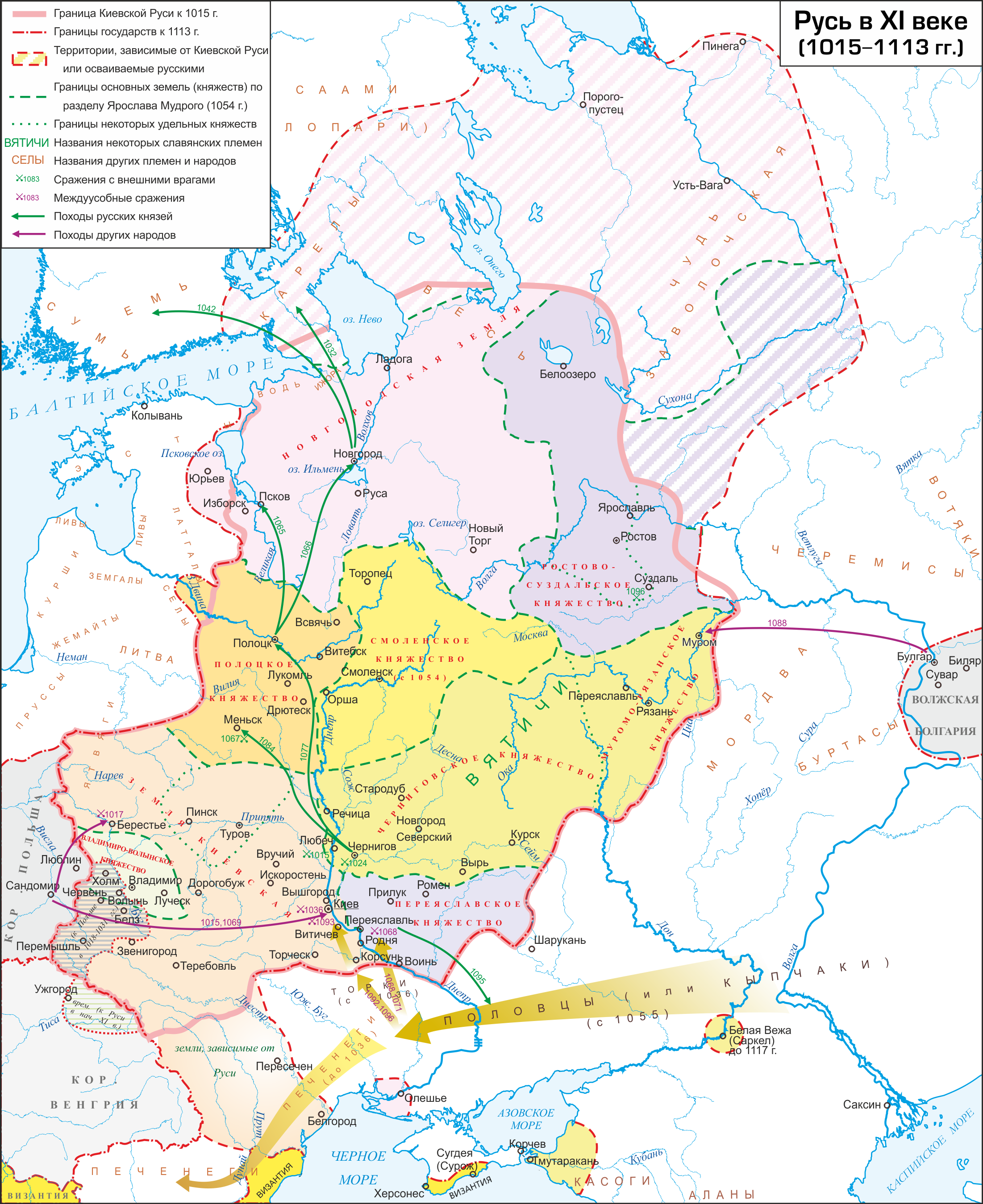
Ruś Kijowska XI–XIII wiek

Księstwo witebskie – księstwo udzielne ze stolicą w Witebsku wydzielone z księstwa połockiego po 1101 roku, istniejące na terenach współczesnej Białorusi od początku XII do około 1393 roku.

## Historia
Zgodnie ze polskimi źródłami Witebsk został założony w 947 roku przez księżnę Olgę na ziemiach zamieszkałych przez plemiona Krywiczów i Bałtów. Ruskie latopisy wymieniają miasto pod rokiem 1021, gdy Jarosław Mądry przekazał go Briaczysławowi Iziasławiczowi.
Księstwo witebskie powstało po 1101 roku wskutek podziału dzielnicowego księstwa połockiego. W początkowym okresie sowjego istnienia Witebsk prowadził aktywny handel z Rygą i miastami niemieckimi. Pod koniec XII wieku, w rezultacie walk między udzielnymi książętami, księstwo witebskie zostało włączone do księstwa smoleńskiego. W XIII wieku ziemie księstwa witebskiego stały się obiektem zainteresowania Litwinów. W 1320 roku weszło w skład Wielkiego Księstwa Litewskiego. Władzę w Witebsku bezpośrednio należała do Olgierda, później – do jego wdowy Julianny.
Około 1393 roku ziemie księstwa witebskiego usiłował podbić Świdrygiełło. Niedługo po tym księstwo zostało przekształcone w namiestnictwo, na początku XVI wieku – w województwo. W 1772 roku Witebsk znalazł się w granicach Imperium Rosyjskiego. W latach 1802–1924 był stolicą guberni. Współcześnie jest stolicą obwodu witebskiego w granicach Republiki Białorusi.

## Sukcesja na tronie witebskim
W okresie istnienia księstwa na tronie witebskim zasiadali książęta z bocznej linii dynastii Rurykowiczów, w końcowym okresie jego istnienia władza przeszła do Giedyminowiczów.
| Imię                       | Okres panowania                                     | II panowanie   | III panowanie | Ilustracja  |
| Rurykowicze                | Rurykowicze                                         | Rurykowicze    | Rurykowicze   | Rurykowicze |
| -------------------------- | --------------------------------------------------- | -------------- | ------------- | ----------- |
| Światosław Wsiesławicz     | 1101–1129                                           |                |               |             |
| książęta z linii połockiej | 1129–1132                                           |                |               |             |
| Wsiesław Wasilkowicz       | 1132–1162                                           | 1175–1178      | po 1181–1186  |             |
| Roman Wiaczesławicz        | 1162–1165                                           |                |               |             |
| Dawid Rościsławicz         | 1165–1167                                           |                |               |             |
| Wiaczesław Światosławicz   | 1167–1168                                           |                |               |             |
| Briaczysław Wasilkowicz    | 1168–1175                                           | 1178 – po 1181 |               |             |
| Wasylko Briaczysławicz     | 1186 – po 1209                                      |                |               |             |
| Briaczysław Wasilkowicz    | po 1209 – ok. 1240                                  |                |               |             |
| Palemonowicze              |                                                     |                |               |             |
| Towciwiłł                  | pocz. lat 40. XIII wieku – pocz. lat 60. XIII wieku |                |               |             |
| Rurykowicze                |                                                     |                |               |             |
| Iziasław Iziasławicz       | ? – 1264                                            |                |               |             |
| Wasylko Briaczysławicz     | ? – ok. 1297                                        |                |               |             |
| Michał Konstantynowicz     | ok. 1297 – 1305                                     |                |               |             |
| Jarosław Wasylkowicz       | ok. 1305 – 1320                                     |                |               |             |
| Giedyminowicze             |                                                     |                |               |             |
| Olgierd Giedyminowic       | po 1320–1377                                        |                |               |             |
| Julianna twerska           | 1377–1393                                           |                |               |             |